# Ада Карийская
Ада (IV век до н. э.) — представительница династии Гекатомнидов, которая дважды с перерывами правила Карией во второй половине IV века до н. э.
Гекатомниды обладали практически неограниченной властью над Карией при формальном подчинении царям империи Ахеменидов. После смерти брата и мужа Идриея около 344 года до н. э. Ада стала единоличной правительницей Карии. Впоследствии, около 340 года до н. э., она была свергнута в ходе дворцового переворота своим братом Пиксодаром. Ада сохранила власть лишь над одной неприступной крепостью Алиндой.
После вторжения в область войск Александра Македонского в 334 году до н. э. Ада перешла на сторону македонян и вернула себе формальный статус правительницы Карии.

## Биография
Ада, предположительно, родилась в 390-х годах до н. э. Она была дочерью карийского династа Гекатомна и, возможно, Абы. Власть Гекатомна и его потомков над Карией была более полной, чем у других сатрапов империи Ахеменидов. В связи с этим историки могут называть Гекатомна и его наследников как сатрапами, так и династами. Гекатомн управлял Карией с 395 по 377 год до н. э. Он смог превратить свою область в независимое наследственное царство, которое формально находилось под властью царя царей империи Ахеменидов. Аду выдали замуж за брата Идриея. После смерти Гекатомна династом Карии стал брат Ады Мавсол (377—353/352 годы до н. э.). Незадолго до его смерти Гекатомнидам передали под управление Ликию. После смерти Мавсола ему наследовала жена и сестра Артемисия (353/352—351/350 годы до н. э.). После смерти Артемисии новым династом стал муж Ады Идрией. Возможно, Ада выступала в роли соправительницы. После смерти супруга в 344 или 343 году до н. э. она стала единоличной правительницей.
В 341, 340 или 339 году до н. э. Пиксодар, который до этого занимал должность сатрапа Ликии, сверг во время дворцового переворота сестру и захватил власть в Карии. Ада смогла удержать за собой лишь один город Алинду, которую Арриан назвал «твердыней из карийских твердынь». Возможно, Аду отправили в Алинду в ссылку. Персы никак не отреагировали на смену власти в Карии, по всей видимости, восприняв это как внутреннюю проблему одной из своих провинций.
После смерти Пиксодара между 337 и 334 годами до н. э. власть в Карии перешла к его зятю Оронтобату. Когда македоняне вторглись в Малую Азию, Ада явилась к Александру Македонскому. Она не только сдала ему Алинду, но и назвала сыном. Согласно Арриану, «Александр вернул ей Алинды, не пренебрег именем сына, а когда взял Галикарнасс и завладел остальной Карией, то вручил ей правление всей страной». Такое отношение к Аде расположило карийцев к Александру. Ликия, которая до этого была подконтрольна карийским династам, была передана в управление Неарху.
Современные историки приводят несколько возможных мотивов Александра признать Аду названной матерью. Ф. Старк предположила, что таким образом Александр хотел объединить греков и персов в единую общность. А. Босворт считал, что у Александра был более рациональный мотив — легитимизировать свою власть в глазах карийцев, с учётом того, что власть в Карии наследовалась по женской линии. Н. В. Ефремов отмечал взаимную выгоду для Ады и Александра. Ада обещала помощь в завоевании Карии со стороны своих многочисленных сторонников в подконтрольных Оронтобату карийских городах, за что получала возможность восстановить прежний статус. Александр становился законным наследником Гекатомнидов. Прецедент с возвращением к власти прежнего династа, карийской принцессы, стал примером успешной передачи полномочий в завоёванных провинциях прежним правителям, который Александр неоднократно использовал в дальнейшем. К тому же, восстановление Ады во власти для карийцев было актом справедливости. Для Александра было необходимо заручиться поддержкой местного населения, превратить провинцию в надёжный тыл, а не мятежную область, особенно в условиях преобладания персидского флота над македонским в Эгейском море. К тому же, для македонян не надо было придумывать ничего нового, достаточно было вернуть Карии прежнюю автономию, которая существовала при персах. Это имело далекоидущие последствия, так как впоследствии македонские цари стали воспринимать Карию в качестве своего наследственного владения. Ещё один мотив Александра состоял в идеологическо-пропагандистской акции по возвращению власти филэллинским правителям от узурпаторов персов. В отличие от других кандидатур на пост правителя Карии, Александр мог не сомневаться в лояльности Ады. Не имея реальной силы, она полностью зависела от поддержки македонян, которую не могла себе позволить потерять.
В Карии Александр назначил Полемея, сына Филиппа, стратегом и поручил ему во главе 3000 наёмников и 200 всадников завершить осаду двух цитаделей Галикарнаса, где продолжал оказывать сопротивление гарнизон под командованием Оронтобата. Возможно, стратегом Карии стал не Птолемей, сын Филиппа, а некий его тёзка. Однако в историографии преобладает мнение о тождественности Полемея, сына Филиппа, и Птолемея-стратега Карии. На должности стратега Полемей должен был воспрепятствовать возможным попыткам противника вернуть себе Карию. Назначение Полемея стратегом Карии привело к появлению в историографии гипотезы о том, что в Карии Александр впервые опробовал распределение гражданской и военной власти в одной из своих сатрапий между местным правителем и македонским военачальником, что впоследствии стало общепринятой практикой. Ада Карийская стала правительницей области, в то время как Полемей — военным губернатором. По мнению Н. В. Ефремова, данная гипотеза не совсем соответствует действительности. По его мнению, Полемей был назначен не военным губернатором, а военачальником оставшихся в Карии македонских войск. Хоть формально Полемей и был подчинённым Ады, он действовал самостоятельно по своему усмотрению. По утверждению Страбона, Александр поручил завершение осады Галикарнаса Аде, а не Полемею. По мнению современных историков, сведения Страбона являются следствием пропагандистского хода со стороны македонян, в реальности же осаду завершил Полемей. Существует предположение, что Ада и Полемей захватили галикарнасские цитадели в конце 334 года до н. э., однако были вынуждены оставить их в конце 333 года до н. э., после чего захватывали их повторно в середине 332 года до н. э.
Согласно Плутарху, Ада ежедневно отсылала Александру изысканную еду и даже своих самых искусных поваров. Македонский царь отказался от этих даров. Он сказал, что «его воспитатель Леонид дал ему лучших поваров: для завтрака ночной переход, а для обеда — скудный завтрак». Согласно одной из гипотез, фрагмент Диодора, в котором «мать Александра» давала ему в письмах много наставлений и советовала остерегаться Александра Линкестийца, мог относиться не к Олимпиаде, а к Аде.
Детали второго правления Ады в Карии неизвестны. Она умерла не позднее 324/323 года до н. э., так как при описании событий 323 года до н. э. Арриан и Псевдо-Аристотель упоминали сатрапа Карии Филоксена.
Согласно данным эпиграфики, в Иасосе построили «династический» монумент с четырьмя статуями Гекатомна, Абы, Идриея и Ады. Также, подписанное изображение Ады и Идриея было найдено в Тегее; в Дельфах — база статуй Ады и Идриея подписанная Сатиром Паросским; в храме Афины в Тегее — мраморная голова Ады. Согласно одной из гипотез, статуя Ады находилась также в галикарнасском мавзолее.
В 1989 году в окрестностях Бодрума, расположенного на месте древнего Галикарнаса, был найден саркофаг с останками знатной женщины. Есть предположение, что останки принадлежат Аде. В настоящее время эти находки экспонируются в музее, расположенном в Бодруме в Замке Святого Петра.

## В литературе
Ада является действующим лицом исторического художественного произведения об Александре Македонском «В глуби веков» Л. Ф. Воронковой,

### Исследования
- Дандамаев М. А.-К. Политическая история Ахеменидской державы / Утверждено к печати Ученым советом Института востоковедения Академии наук СССР. — М.: Главная редакция восточной литературы издательства «Наука», 1985.
- Ефремов Н. В. Прескрипты некоторых раннеэллинистических надписей Карии. Попытка исторической интерпретации // Вопросы эпиграфики  / Под редакцией кандидата исторических наук А. Г. Авдеева. — М.: Русский фонд содействия образованию и науке, 2008. — Вып. III. — С. 128—187. — ISBN 978-5-91244-010-6.
- Ефремов Н. В. Династия Гекатомнидов в современных им греческих надписях // Вопросы эпиграфики  / Под редакцией кандидата исторических наук А. Г. Авдеева. — М.: Русский фонд содействия образованию и науке, 2010. — Вып. IV. — С. 82—. — ISBN 978-5-91244-028-1.
- Кишбали Т. П. Программа скульптурного убранства Галикарнасского мавзолея // «Актуальные проблемы теории и истории искусства». Сб. науч. статей.  / под ред. С.В. Мальцевой, Е.Ю. Станюкович-Денисовой. — СПб.: НП-Принт, 2013. — Вып. 3. — С. 60—64.
- Кишбали Т. П. Портреты Гекатомнидов: проблемы идентификации и интерпретации // Способы, направления и уровни реконструкции культурно-исторической реальности. Материалы международной научной конференции, посвященной памяти Эдвина Арвидовича Грантовского и Дмитрия Сергеевича Раевского. — М., 2016. — Вып. VII. — С. 185—198.
- Клейменов А. А. «Империя наносит ответный удар»: персидское контрнаступление в Малой Азии 333–332 гг. до н. э. // Parabellum novum: Военно-исторический журнал. — СПб.: Издатель Д.А. Скобелев, 2018. — Вып. 41, № 8. — С. 39—48.
- Олмстед А. История Персидской империи / Пер. с англ. А. А. Карповой. — М.: ЗАО Центрполиграф, 2012. — 575 с. — ISBN 978-5-9524-4993-0.
- Уортингтон, Йен. Филипп II Македонский. — СПб. — М.: Евразия — ИД Клио, 2014. — 400 с. — ISBN 978-5-91852-053-6.
- Холод М. М. Империя Александра Великого: сатрапии и зависимые территории (часть I) // Проблемы истории, филологии, культуры. — 2022. — № 2. — С. 108—126. — doi:10.18503/1992-0431-2022-2-76-108–126.
- Шифман И. Ш. Александр Македонский / ответственный редактор Э. Д. Фролов. — Л.: Наука, 1988. — ISBN 5-02-027233-7.
- Шофман А. С. Восточная политика Александра Македонского / Печатается по постановлению редакционно-издательского совета Казанского университета. Отв. редактор В. Д. Жигунин. — Казань: Издательство Казанского университета, 1976.
- Abramenko A. Die Verschwörung des Alexander Lyncestes und die "μήτηρ τού βασιλέωϛ" Zu Diodor XVII 32,1 (нем.) // Tyche : Beiträge zur Alten Geschichte, Papyrologie und Epigraphik. — Wien: Verlag Adolf Holzhausens Nfg., 1992. — Bd. 7. — S. 1—8. — ISBN 3-900518-03-3.
- Carney E. D. Women and Dunasteia in Caria (англ.) // The American Journal of Philology. — Baltimore: The Johns Hopkins University Press, 2005. — Vol. 126, no. 1. — P. 65—91. — ISSN 0002-9475. — doi:10.1353/ajp.2005.0016.
- Heckel W. Who's Who in the Age of Alexander the Great: Prosopography of Alexander's Empire (англ.). — Malden; Oxford; Carlton: Blackwell Publishing, 2006. — ISBN 1-4051-1210-7.
- Heckel W. Who's Who in the Age of Alexander and his Successors. From Chaironea to Ipsos (338—301 BC) (англ.). — Barnsley: Greenhill Books, 2021. — 554 p. — ISBN 978-1-78438-648-1.
- Sears M. A. Alexander and Ada Reconsidered (англ.) // Classical Philology. — The University of Chicago Press, 2014. — Vol. 109, no. 3. — P. 211—221. — doi:10.1086/676285. — JSTOR 10.1086/676285.